# Liste des évêques de Diano-Teggiano
Le diocèse de Diano-Teggiano est un diocèse italien en Campanie avec siège à Teggiano. Il est fondé en 1850. En 1986 il est uni avec le diocèse de Policastro dans le diocèse de Teggiano-Policastro.

## Évêques de  Diano-Teggiano
- Valentino Vignone † (17 février 1851 - 1er novembre 1857)
- Domenico Fanelli † (27 septembre 1858 - 14 août 1883 )
- Vincenzo Addessi † (24 mars 1884 - 1904 )
- Camillo Tiberio † (10 novembre 1906 - 1915 )
- Oronzo Caldarola † (27 novembre 1915 - 27 novembre 1954 )
- Felicissimo Stefano Tinivella, O.F.M. † (9 mars 1955 - 11 septembre 1961)
- Aldo Forzoni † (30 novembre 1961 - 23 avril 1970 )
- Umberto Luciano Altomare † (23 août 1970 - 3 février 1986 )

## Évêques  Teggiano-Policastro
- Bruno Schettino (11 février 1987 - 29 avril 1997)
- Francesco Pio Tamburrino (it), O.S.B. (14 février 1998 - 27 avril 1999)
- Angelo Spinillo (18 mars 2000 - 15 janvier 2011)
- Antonio De Luca, C.SS.R (depuis le 26 octobre 2011)